# جيمسرج
جيمسرج (GameSurge) هي شبكة آي.آر.سي مكتظة، ترتبيها هو السادس عالميا من حيث عدد المستخدمين اليومي. تختص هذه الشبكة بشكل أساسي في قنوات الألعاب.

## التاريخ
تأسست الشبكة في سنة 2004.

## الخدمات
- Chanserv: بوت خدمات الأعضاء والقنوات من إنشاء وإيقاف.
- SpamServ: يوفر هذا البوت حماية من الرسائل المزعجة.
- AuthServ: يسمح هذا الخيار بإنشاء تصنيفات ومجموعات معينة للمستخدمين.
- HelpServ: لمساعدة الأعضاء وأيضا يوجد قناة #support المخصصة لهذا الغرض.
- HostServ.

## وصلات خارجية
- موقع جيمسرج الرسمي.